# 플로이드 메이웨더 주니어 대 코너 맥그레거

〈플로이드 메이웨더 주니어 대 코너 맥그레거〉 경기 포스터

〈플로이드 메이웨더 주니어 대 코너 맥그레거〉, 또는 별칭 〈머니 파이트〉(The Money Fight)는 2017년 8월 26일 미국 네바다주 패러다이스 시 T-모바일 아레나에서 열린 프로 권투 경기로, 5체급을 석권한 무패의 복서 플로이드 메이웨더 주니어와 종합격투기 2체급을 석권한 현 라이트급 UFC 챔피언인 코너 맥그레거가 복싱 룰로 맞붙었다. 경기 결과 메이웨더가 맥그리거에게 10라운드 TKO승을 거뒀다.
두 선수 모두 이 경기를 끝으로 프로 복싱에서 은퇴할 예정이다.

## 같이 보기
- 플로이드 메이웨더 주니어 대 매니 파퀴아오